# Presse en France
Pour des articles plus généraux, voir Presse écrite et Journalisme en France.

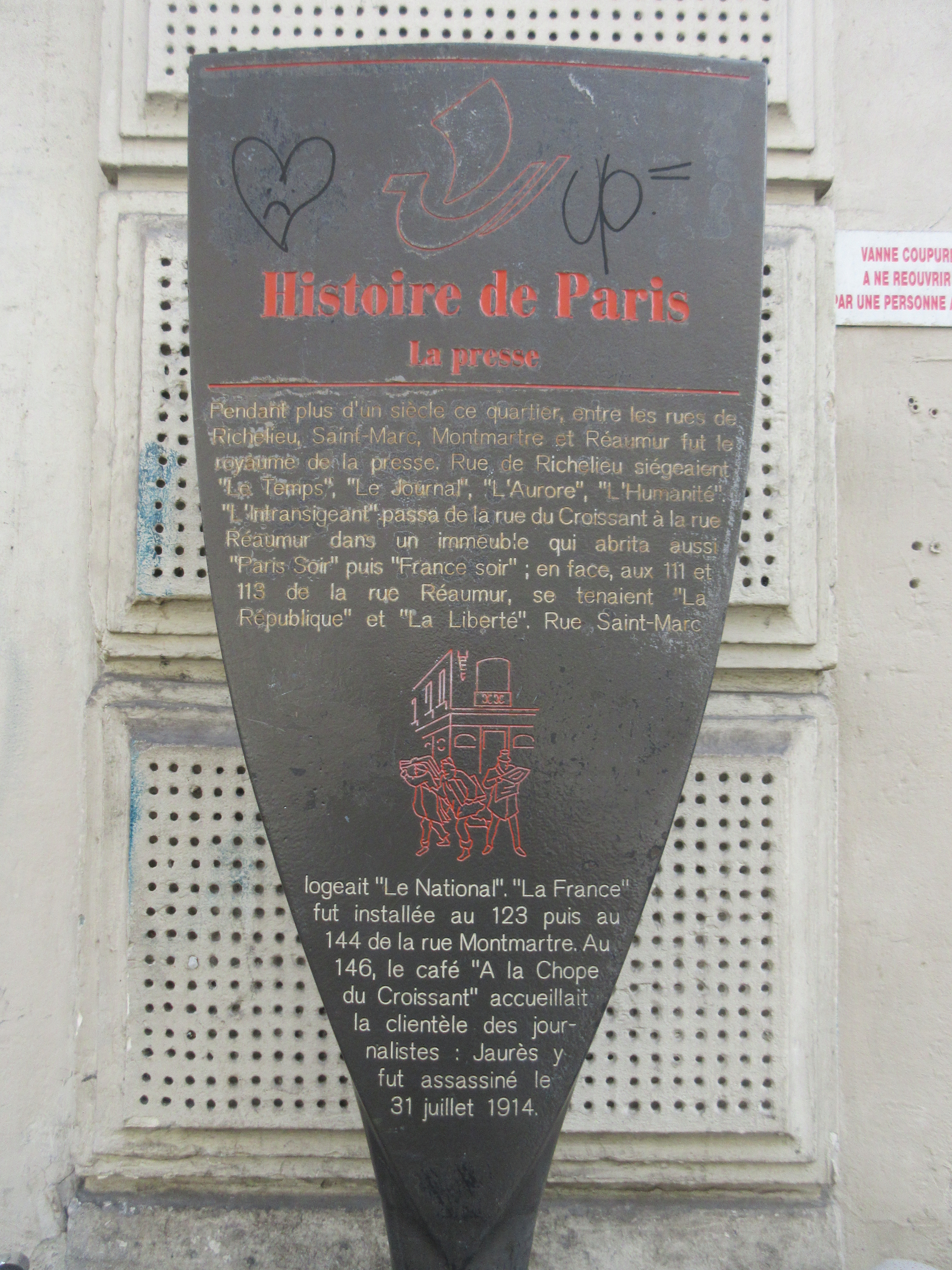
Panneau Histoire de Paris relatant l'histoire de la presse écrite en France.

La presse en France a une longue histoire, dont le début peut être tracé en 1631. La liberté de la presse est inscrite dans la Déclaration des droits de l'homme et du citoyen de 1789, et plusieurs fois réaffirmée, notamment dans une loi fondamentale pour ce secteur de 1881. À partir de la fin du XXe siècle, une partie de la presse française connaît une crise profonde, voyant son nombre de lecteurs (et ses recettes) diminuer.

## Histoire de la presse en France
La Gazette, crée par Théophraste Renaudot en 1631, est l'un des plus anciens titres de presse français. La presse en France a connu plusieurs étapes de développement. À la suite de la révolution de 1789, près de 1 300 titres fleurissent (certains seront censurés, beaucoup seront éphémères). Une invention technique, la rotative (en 1845), va permettre d'imprimer un plus grand nombre d'exemplaires en des temps plus courts, et de baisser le coût unitaire des journaux.
La presse française se développe significativement près de deux siècles et demi après l'apparition de La Gazette, avec la loi du 29 juillet 1881 sur la liberté de la presse qui permet davantage de liberté pour ce secteur, créant un véritable « âge d'or de la presse ».
Au début de la Seconde Guerre mondiale, Paris avait quelque 30 quotidiens, dont beaucoup étaient suivis dans tout le pays, et la plupart avaient un positionnement politique clairement établi. Le nombre de journaux en France a toutefois grandement diminué à l'issue du conflit, parfois pour des raisons politiques, mais aussi pour des raisons de rachat, ou de par la concurrence issue d'autres médias, comme la télévision. Ainsi, si 8 Français sur 10 lisaient régulièrement un quotidien au début des années 1950, cette proportion baisse de moitié au début des années 1990.

## Orientation politique

### De la presse
La presse d'opinion est considérée comme une tradition française, la presse en France étant par exemple beaucoup plus polarisée politiquement qu'en Belgique. Selon Marc Lits, professeur de communication à l'UCL, les liens entre Sarkozy alors au pouvoir et les grands patrons de presse sont connus. Il parle d'une collusion, tout en soulignant que les journalistes ne prennent pas « leurs ordres à l'Élysée. Une ligne est donnée et les journalistes savent bien qu'il faut respecter cette ligne ».
En 2016, YouGov mène une série de sondages cherchant à déterminer les biais politiques des médias perçus par les grands publics de plusieurs pays européens. Selon ces sondages, les médias français sont considérés comme ayant un biais à gauche sur l'intégralité des catégories proposées (économie, logement, santé, crime, immigration ; l'immigration est la catégorie de l'étude où les personnes interrogées pensent qu'il y a le plus fort biais à gauche, biais toutefois moins important que celui ressenti en Allemagne, en Suède ou en Norvège, tandis que deux pays, Danemark et Finlande, affichent un ressenti de neutralité, seule la Grande-Bretagne indiquant un biais à droite ).
Toutefois, après une recomposition cumulant financiarisation du secteur et mouvements de concentration, la presse française des années 2015-2020 est détenue à plus de 80 % des exemplaires diffusés par des milliardaires ou des groupes financiers pour la presse quotidienne nationale, et à 95 % pour la presse hebdomadaire généraliste,. .
Le début des années 2020 voit une éclosion de la presse « identitaire » ou « d'extrême droite », au sein de laquelle L'Opinion place  des titres tels que Livre noir. Pour le sociologue Jean-Marie Charon, les médias de masse ayant banni « les opinions minoritaires », certains de ces courants ont profité de l'essor d'Internet pour lancer leurs propres plateformes de médias. Des sites très à droite - le terme de « fachosphère » est également utilisé, - comme Égalité et Réconciliation, Fdesouche, Boulevard Voltaire ou Russia Today se sont donnés pour but de « réinformer » les français ; Le Point et France Inter estiment que leur apparition peut être vue comme contrebalançant des médias et des journalistes perçus comme « trop à gauche » et « pas assez représentatifs »,.
Cette détention des médias par les milliardaires s'est renforcée en 2023.

### Des journalistes
La question de la surreprésentation de la gauche au sein des journalistes ou dans les opinions émises dans la presse française fait l'objet d'articles, d'études et d'analyses depuis deux décennies,,,,,.
En 2001, Gérard Spitéri, auteur de Le journaliste et ses pouvoirs (PUF essais), note que si, sociologiquement, les journalistes français sont généralement issus de milieux aisés, le point le plus important de leur profil est leur très net ancrage à gauche, qui les distingue fortement du reste de la société. Pour ce faire, s'appuyant sur un sondage de 2001 de Marianne contesté par Acrimed et Le Canard enchaîné pour son faible échantillon de 130 personnes[pertinence contestée], relève que 6 % des journalistes y déclarent voter à droite - contre au moins 50 % des Français - ou que 87 % des journalistes sont en faveur de la régularisation des sans-papiers, ce qui le conduit à se demander « quel sens peut avoir dans ces conditions le pluralisme de la presse ? »).
En 2015, Jean Nouailhac, s'appuyant sur le même sondage de 2001 de Marianne estime dans son ouvrage Les médiacrates que le fait que la très grande majorité des journalistes en France sont de gauche n'est pas « une nouveauté » ; il note qu'au début des années 2000 une grande proportion d'entre eux sont en accord avec des idées d'extrême gauche.
En 2012, une consultation Harris sur Twitter, commandée par Robert Ménard — apparenté au Front national —  et reprise par plusieurs médias, indique un vote des journalistes beaucoup plus marqué à gauche que l'ensemble des Français : 39% ayant voté pour François Hollande au premier tour de l'élection présidentielle de 2012, et 74 % lors du second tour,,. Ce « sondage » sur internet ayant obtenu 105 répondants est jugé non pertinent par Acrimed, France Culture et Le Monde en raison du trop faible échantillon ayant répondu : il reprend selon le premier un thème de campagne de Sarkozy, la critique des médias, et surtout ne préjuge pas de l'orientation de la presse, la question étant « pourquoi, si les journalistes sont majoritairement de gauche, la plupart des médias le sont-ils si peu ? ». Cette étude est pourtant utilisée à plusieurs reprises avec des chiffres faux pouvant citer jusqu'à 94 % de journalistes favorables à la gauche pour dénoncer une supposée collusion entre les journalistes et la gauche. Pour Le Monde, il s'agit d'un cliché : non seulement le faible échantillon rend la consultation douteuse, mais l'échantillon sur Twitter n'est pas représentatif et les chiffres annoncés sont faux : en additionnant touts les journalistes ayant déclaré avoir voté pour les partis de gauche, le résultat sur les 105 réponses est de 55 %, et de 52 % pour ceux ayant voté pour François Hollande au second tour.
La question « les journalistes sont-ils tous de gauche ? » fait l'objet d'un podcast de France Culture en 2018 ; Patrick Eveno y répond par la négative, analysant qu'« on a l’impression quand on est d’extrême-gauche que tous les journalistes sont vendus au grand capital et on a l’impression quand on est à l’extrême-droite que tous les journalistes sont vendus à l’État ». Il conclut pour sa part que la sociologie du journalisme avance des explications plus complexes.
Une étude académique de 2021 parue dans le Journal of Psychological Research, reprenant les données de la consultation Harris de 2012, avance que les journalistes en France sont beaucoup plus à gauche que la population générale, et seraient parmi les plus à gauche de l'ensemble des 16 pays occidentaux étudiés,. Selon cette étude, même si dans les faits  ces médias produisent de nombreux textes défavorables aux idées de gauche, l'orientation politique des journalistes est susceptible d'entrainer statistiquement des biais politiques des médias pour lesquels ils travaillent, en termes de choix des sujets, des sources utilisées et  mots employés.
L'arrivée de plusieurs pure players depuis le début du XXIe siècle renforce l'ancrage à gauche de la presse française[source détournée], La Tribune citant nommément Mediapart, Rue89 ou Bakchich comme autant d'exemples de publications de gauche, Atlantico ne faisant figure que de « simple exception confirmant une règle immuable. »
L'ancrage à gauche de la presse se serait radicalisé dans les années 2020 : en 2023, Franz-Olivier Giesbert estime dans un éditorial que les journalistes « sont tous ou presque d'extrême gauche », notant une complaisance de la presse française envers Jean-Luc Mélenchon. Son confrère Laurent Joffrin - étant lui même clairement de gauche (et ayant travaillé pour Libération et L'Obs) - va dans le même sens et parle d'une presse qui cède à la radicalité, et qui est « affectée de mélenchonisme. » Estimant que la gauche « a perdu sa boussole » et « n'obéit plus qu'aux oukases de La France insoumise et à ses extravagances », Laurent Joffrin lance un nouveau journal en 2023. Toutefois, pour la journaliste de gauche radicale Aude Lancelin, la presse de gauche en France (notamment L'Obs) se serait au contraire soumise au marché,.
Diverses raisons de la surreprésentation de la gauche ont été avancées. Pour Michel Winock, « l'ultragauche ou le gauchisme ont souvent été des sas de passage dans le monde adulte, des instances d'apprentissage politique avant l'entrée dans les diverses carrières », notant qu'entre autres beaucoup de patrons de presse sont d'anciens soixante-huitards, certains ayant abandonné ces convictions de jeunesse, d'autres les ayant conservées, mais se sont assagis dans leur militantisme. Jean-François Kahn a une position similaire, notant qu'« après Mai 68, les journalistes venaient beaucoup de la gauche et de l’extrême gauche. Ils sont montés en grade, leur salaire a suivi et ils se sont ralliés à la normalité de l’époque, l’économie néolibérale au nom de la « modernité », le tout mâtiné de gauchisme sociétal pour se convaincre qu’ils n’avaient pas viré leur cuti. »
Pour Charlie Hebdo, la majorité des journalistes en France sont de gauche pour des raisons sociologiques, qui relèvent de leur statut économique (salaires jugés bas, précarité...). La majorité des journalistes politiques en France disent ne pas venir de familles politisées ou militantes ; « il y a cependant des familles politisées (moins de 20 %), voire militantes (10 %) et c’est alors à gauche ».

## Liste des titres et acteurs actuels

### Presse quotidienne nationale

#### Payante
Au 14 octobre 2022, neuf titres de la presse quotidienne nationale payante sont diffusés en France :
- Le Monde, quotidien généraliste le plus lu en France, se voulant presse « de référence »[36]
- Le Figaro, quotidien généraliste et d'opinion ; plus ancien quotidien de la presse française encore publié
- Le Parisien - Aujourd'hui en France, généraliste et spécialisé dans les faits divers, est un couplage entre une édition régionale (Le Parisien) et une édition nationale (Aujourd'hui en France)
- L'Équipe, quotidien sportif
- Les Échos, quotidien d'information économique et financière
- La Croix, quotidien généraliste et catholique
- Libération, quotidien généraliste et d'opinion
- L'Humanité, quotidien généraliste et d'opinion, fondé par Jean Jaurès, longtemps proche du Parti communiste français
- L'Opinion, plus récent quotidien national

##### Diffusion
| Titre                                | 1999    | 2000    | 2001    | 2002    | 2003    | 2004    | 2005    | 2006    | 2007    | 2008    | 2009    | 2010    | 2011    | 2012    | 2013    | 2014    | 2015    | 2016    | 2017    | 2018    | 2019    | 2020    | 2021    | 2022    |
| ------------------------------------ | ------- | ------- | ------- | ------- | ------- | ------- | ------- | ------- | ------- | ------- | ------- | ------- | ------- | ------- | ------- | ------- | ------- | ------- | ------- | ------- | ------- | ------- | ------- | ------- |
| Le Figaro                            | 366 690 | 360 909 | 366 529 | 359 108 | 352 706 | 341 083 | 342 445 | 338 269 | 344 479 | 336 888 | 331 022 | 330 237 | 332 120 | 335 845 | 329 175 | 325 459 | 321 569 | 315 159 | 316 796 | 317 075 | 325 938 | 331 927 | 338 978 | 351 526 |
| Le Monde                             | 390 640 | 392 772 | 405 983 | 407 085 | 389 249 | 371 803 | 367 153 | 355 017 | 358 655 | 340 143 | 323 039 | 319 022 | 322 872 | 318 236 | 303 432 | 298 529 | 292 054 | 289 555 | 301 528 | 302 624 | 323 565 | 393 109 | 424 085 | 472 767 |
| Le Parisien A.E.F                    | 479 112 | 486 145 | 506 610 | 509 114 | 505 419 | 501 492 | 506 490 | 517 965 | 534 032 | 524 516 | 499 269 | 470 583 | 462 403 | 462 973 | 470 583 | 385 275 | 360 314 | 342 897 | 329 842 | 306 167 | 283 232 | 264 952 | 258 871 |         |
| L'Équipe                             | 386 189 | 397 898 | 370 661 | 331 638 | 336 533 | 365 752 | 355 333 | 365 349 | 336 929 | 323 403 | 315 504 | 314 566 | 296 239 | 285 133 | 251 639 | 226 834 | 229 722 | 237 790 | 239 482 | 253 791 | 233 791 | 217 068 | 209 231 | 215 362 |
| Les Échos                            | 122 999 | 128 342 | 127 445 | 120 333 | 116 903 | 119 370 | 140 313 | 137 448 | 138 726 | 137 775 | 127 361 | 120 444 | 121 203 | 126 601 | 127 007 | 128 196 | 129 455 | 130 262 | 131 005 | 131 413 | 130 059 | 133 429 | 135 089 | 138 421 |
| Libération                           | 169 427 | 169 011 | 171 551 | 164 286 | 158 115 | 146 109 | 144 480 | 135 411 | 139 959 | 130 458 | 117 547 | 118 785 | 121 707 | 124 371 | 105 863 | 97 933  | 91 649  | 77 165  | 79 907  | 70 501  | 71 466  | 76 522  | 83 808  | 96 551  |
| La Croix                             | 86 400  | 86 574  | 87 891  | 92 673  | 94 929  | 96 317  | 103 404 | 103 673 | 105 216 | 104 227 | 103 738 | 106 151 | 105 363 | 105 599 | 105 069 | 102 372 | 100 632 | 100 831 | 100 012 | 97 009  | 87 682  | 86 440  | 85 014  | 83 485  |
| L'Humanité                           | -       | 50 097  | 47 051  | 46 126  | 48 175  | 48 966  | 55 629  | 54 788  | 53 530  | 52 436  | 52 456  | 51 010  | 48 878  | 46 930  | 43 744  | 40 674  | 39 384  | 38 263  | 36 132  | 34 565  | 38 941  | 37 628  | 37 905  | 37 060  |
| Source : OJD/ACPM entre 1999 et 2021 |         |         |         |         |         |         |         |         |         |         |         |         |         |         |         |         |         |         |         |         |         |         |         |         |

Le graphique qui aurait dû être présenté ici ne peut pas être affiché car il utilise l'ancienne extension Graph, désactivée pour des questions de sécurité. Des indications pour créer un nouveau graphique avec la nouvelle extension Chart sont disponibles ici.

La presse quotidienne régionale, dans sa totalité, est plus vendue que la presse nationale. Au 14 octobre 2022, il ressort selon l'ACPM que pour la période 2021-2022, le quotidien le plus vendu (en moyenne par jour) hors couplage est le quotidien Ouest-France avec 624 504 exemplaires.

##### Lectorat et taux de circulation
La diffusion en nombre d'exemplaires est un indicateur imparfait car elle n'indique pas la diffusion réelle d'un titre, un même exemplaire pouvant être lu par plus d'une personne (selon le « taux de circulation »). Le lectorat mesure ainsi l'audience totale d'un titre. Il dépend donc du nombre d'exemplaires diffusés ainsi que du taux de circulation desdits exemplaires.
Lectorat et taux de circulation des principaux titres de PQN sont successivement présentés ci-dessous.
| Titre                             | 2011 | 2012 | 2016  | 2022  |
| --------------------------------- | ---- | ---- | ----- | ----- |
| Le Monde                          | 1,96 | 1,86 | 2,8   | 2,57  |
| Le Parisien/Aujourd'hui en France | 2,44 | 2,54 | 2,258 | 2,34  |
| L’Équipe                          | 2,23 | 2,18 | 2,58  | 2,53  |
| Le Figaro                         | 1,19 | 1,23 | 1,972 | 1,7   |
| Libération                        | 0,96 | 0,86 | 1,3   | 0,95  |
| Les Échos                         | 0,47 | 0,45 | 0,67  | 0,71  |
| La Croix                          | 0,40 | 0,37 | 0,61  | 0,56  |
| L'Humanité                        | 0,28 | 0,28 | 0,398 | -     |
| Ensemble PQN                      | 7,89 | 7,80 | 8,848 | 8,076 |

| Titre      | 2005 | 2010 |
| ---------- | ---- | ---- |
| L’Équipe   | 7    | 7,7  |
| Le Monde   | 5,8  | 6,3  |
| Le Figaro  | 3,7  | 3,8  |
| Libération | 6,3  | 6,6  |
| Les Échos  | 4    | 5,2  |
| La Croix   | 3,7  | 4,5  |
| L'Humanité | 7,1  | 6,3  |

##### Diffusion à l'étranger
Le Monde est le quotidien français le plus vendu à l'étranger, avec plus de 16 000 exemplaires diffusés en 2016.
|                       | 2011   | 2012   | 2013   | 2014   | 2015   | 2016   |
| --------------------- | ------ | ------ | ------ | ------ | ------ | ------ |
| Le Monde              | 28 556 | 21 165 | 24 226 | 21 586 | 20 678 | 16 867 |
| Le Figaro             | 8 267  | 7 649  | 6 945  | 6 420  | 5 825  | 5 426  |
| Aujourd'hui en France | 2 966  | 2 935  | 2 682  | 2 522  | 2 098  | 1 994  |
| Libération            | 3 933  | 3 555  | 2 767  | 2 337  | 2 046  | 1 670  |
| Les Échos             | 2 244  | 2 111  | 1 866  | 1 659  | 1 452  | 1 285  |
| La Croix              | 1 078  | 938    | 729    | 608    | 525    | 491    |
| L'Humanité            | 112    | 110    | 107    | 99     | 106    | 103    |

#### Presse gratuite
Au 16 octobre 2022, il n'existe plus qu'un seul quotidien national gratuit en France : 20 Minutes, souvent diffusé dans les gares et autres lieux de passage le lundi, le mercredi et le vendredi.

##### Diffusion
La diffusion totale de ce titre national gratuit est détaillée ci-dessous.
| Titre       | 2009    | 2010    | 2011    | 2012    | 2013    | 2014    | 2015    | 2016    | 2017    | 2018    | 2019    | 2020    | 2021    |
| ----------- | ------- | ------- | ------- | ------- | ------- | ------- | ------- | ------- | ------- | ------- | ------- | ------- | ------- |
| 20 Minutes, | 709 518 | 769 503 | 977 354 | 979 940 | 957 330 | 969 586 | 931 534 | 933 036 | 910 729 | 897 467 | 932 307 | 697 817 | 772 141 |

##### Lectorat et taux de circulation
Le lectorat des quotidiens nationaux gratuits est en moyenne plus important que celui de leurs équivalents payants.
| Titre                                    | Millions de lecteurs en 2011 |
| ---------------------------------------- | ---------------------------- |
| 20 Minutes                               | 4,28                         |
| Metro                                    | 3,02                         |
| CNews Matin (Île-de-France)              | 1,55                         |
| CNews Matin (national)                   | 2,694                        |
| Ensemble des quotidiens gratuits urbains | 5,97                         |

L'« ensemble des quotidiens gratuits urbains » est inférieur à la somme des lectorats car une même personne peut lire deux quotidiens gratuits ; elle n'est alors pas comptabilisée deux fois. En 2010, une étude a estimé que 50 % des lecteurs de 20 minutes sont également lecteurs de Metro, tandis que les lecteurs de Metro, pour 57 % d'entre eux, consultent aussi 20 Minutes.
Le taux de circulation des titres gratuits est en revanche plus faible, en moyenne, que celui des titres payants.
| Titre       | 2005 | 2010 |
| ----------- | ---- | ---- |
| 20 Minutes  | 2,7  | 3,6  |
| Metro       | 2,6  | 3,6  |
| Cnews Matin | –    | 2,2  |

### Presse quotidienne régionale
| Titre                                  | Fondation | Diffusion quotidienne 2019 | Groupe               | Zone de diffusion |
| -------------------------------------- | --------- | -------------------------- | -------------------- | --- |
| Le Parisien                            | 1944      | 184 555                    | LVMH                 | Paris, Hauts-de-Seine, Val-de-Marne, Seine-Saint-Denis, Val-d'Oise, Essonne, Yvelines, Seine-et-Marne, Oise                                   |
| La Montagne                            | 1919      | 145 698                    | Centre-France        | Puy-de-Dôme, Cantal, Allier, Haute-Loire, Creuse, Corrèze, Haute-Vienne                                                                       |
| La République du Centre                | 1944      | 30 136                     | Centre-France        | Loiret, Eure-et-Loir, Loir-et-Cher |
| La Marseillaise                        | 1943      | 15 000                     | Maritima Médias      | Bouches-du-Rhône, Var, Gard, Hérault |
| L'Yonne républicaine                   | 1944      | 23 402                     | Centre-France        | Yonne |
| Le Populaire du Centre                 | 1905      | 28 819                     | Centre-France        | Haute-Vienne, Corrèze, Creuse |
| L'Écho républicain                     | 1922      | 22 954                     | Centre-France        | Eure-et-Loir, Yvelines, Loir-et-Cher |
| Le Berry républicain                   | 1944      | 26 404                     | Centre-France        | Cher, Indre |
| Le Journal du Centre                   | 1944      | 27 615                     | Centre-France        | Nièvre |
| L'Éveil de la Haute-Loire              | 1944      | 9 658                      | Centre-France        | Haute-Loire |
| Le Dauphiné libéré                     | 1945      | 180 989                    | EBRA                 | Drôme, Ardèche, Hautes-Alpes, Isère, Savoie, Haute-Savoie, Vaucluse                                                                           |
| Le Progrès                             | 1859      | 159 150                    | EBRA                 | Loire, Rhône, Ain, Jura, Haute-Loire, Saône-et-Loire, Côte-d'Or                                                                               |
| L'Est républicain                      | 1889      | 110 996                    | EBRA                 | Doubs, Haute-Saône, Territoire de Belfort, Vosges, Meuse, Meurthe-et-Moselle                                                                  |
| Dernières Nouvelles d'Alsace           | 1877      | 130 921                    | EBRA                 | Haut-Rhin, Bas-Rhin |
| L'Alsace-Le Pays                       | 1944      | 63 465                     | EBRA                 | Bas-Rhin, Haut-Rhin |
| Le Journal de Saône-et-Loire           | 1990      | 46 052                     | EBRA                 | Saône-et-Loire |
| Le Bien public                         | 1868      | 35 465                     | EBRA                 | Côte-d'Or, Yonne |
| Vosges Matin                           | 2009      | 31 451                     | EBRA                 | Vosges |
| Le Journal de la Haute-Marne           | 1944      | 19 062                     | EBRA                 | Haute-Marne |
| La Provence                            | 1997      | 85 080                     | La Provence          | Bouches-du-Rhône, Vaucluse, Alpes-de-Haute-Provence                                                                                           |
| Nice-Matin                             | 1944      | 65 987                     | Groupe Nice-matin    | Alpes-Maritimes, Var, Haute-Corse, Corse-du-Sud                                                                                               |
| Paris Normandie                        | 1944      | 41 283                     | SNIC                 | Seine-Maritime, Eure, Yvelines |
| Var-Matin                              | 1946      | 47 231                     | Groupe Nice-matin    | Var |
| Corse-Matin                            | 1944      | 28 291                     | La Provence          | Haute-Corse, Corse-du-Sud, Var |
| La Dépêche du Midi                     | 1870      | 125 824                    | La Dépêche           | Lot, Tarn-et-Garonne, Tarn, Gers, Haute-Garonne, Ariège, Aveyron, Aude, Lot-et-Garonne, Hautes-Pyrénées                                       |
| La Nouvelle République des Pyrénées    | 1944      | 8 907                      | La Dépêche           | Hautes-Pyrénées |
| La Nouvelle République du Centre-Ouest | 1944      | 147 836                    | NRCO                 | Indre, Cher, Vienne, Deux-Sèvres, Indre-et-Loire, Loir-et-Cher                                                                                |
| La Voix du Nord                        | 1941      | 204 486                    | Rossel               | Pas-de-Calais, Nord |
| L'Union - L'Ardennais                  | 1944      | 73 121                     | Rossel               | Marne, Aisne, Ardennes |
| Le Courrier picard                     | 1944      | 45 767                     | Rossel               | Somme, Oise, Aisne |
| Nord Éclair                            | 1944      | 13 901                     | Rossel               | Nord |
| L'Est-Éclair                           | 1945      | 21 589                     | Rossel               | Aube |
| Ouest-France                           | 1944      | 634 968                    | SIPA - Ouest-France  | Calvados, Orne, Manche, Ille-et-Vilaine, Morbihan, Côtes-d'Armor, Finistère, Mayenne, Sarthe, Maine-et-Loire, Loire-Atlantique, Vendée, Paris |
| Le Courrier de l'Ouest                 | 1944      | 78 553                     | SIPA - Ouest-France  | Maine-et-Loire, Deux-Sèvres |
| Le Maine libre                         | 1944      | 36 066                     | SIPA - Ouest-France  | Sarthe |
| La Presse de la Manche                 | 1944      | 19 182                     | SIPA - Ouest-France  | Manche |
| Presse-Océan                           | 1945      | 24 702                     | SIPA - Ouest-France  | Loire-Atlantique |
| Sud Ouest                              | 1944      | 218 451                    | Sud Ouest            | Charente, Charente-Maritime, Dordogne, Gironde, Lot-et-Garonne, Landes, Pyrénées-Atlantiques, Gers                                            |
| Midi libre                             | 1944      | 87 932                     | La Dépêche           | Hérault, Lozère, Gard, Aude, Pyrénées-Orientales, Aveyron                                                                                     |
| L'Indépendant                          | 1846      | 40 505                     | La Dépêche           | Pyrénées-Orientales, Aude |
| Charente libre                         | 1944      | 27 990                     | Sud Ouest            | Charente |
| La République des Pyrénées             | 1944      | 25 575                     | Sud Ouest            | Pyrénées-Atlantiques |
| Centre Presse Aveyron                  | 2000      | 16 221                     | La Dépêche           | Aveyron |
| Le Télégramme                          | 1944      | 184 580                    | Télégramme           | Finistère, Côtes d'Armor, Morbihan |
| Le Républicain lorrain                 | 1919      | 89 073                     | EBRA                 | Moselle, Nord de Meurthe-et-Moselle |
| La Dordogne Libre                      | 1944      | 4 700                      | Sud Ouest            | Dordogne |
| Le Quotidien de La Réunion             | 1976      | 16 183                     |                      | Île de la Réunion |
| Journal de l'île de La Réunion         | 1951      | 20 000                     | Groupe Hersant Média | Île de la Réunion |

### Presse hebdomadaire
| Titre                                      | Diffusion hebdomadaire 2019 | Type         |
| ------------------------------------------ | --------------------------- | ------------ |
| TV Magazine                                | 4 203 366                   | télévision   |
| Version Femina                             | 2 325 372                   | féminin      |
| Télé 7 jours                               | 983 890                     | télévision   |
| Télé Z                                     | 889 266                     | télévision   |
| Télé Star                                  | 692 039                     | télévision   |
| Télé Loisirs                               | 590 743                     | télévision   |
| Paris Match                                | 505 044                     | actualités   |
| Femme actuelle                             | 502 579                     | féminin      |
| Télérama                                   | 483 274                     | culturel     |
| Télécâble Sat Hebdo                        | 476 499                     | télévision   |
| Madame Figaro                              | 382 320                     | féminin      |
| Le Figaro Magazine                         | 369 365                     | actualités   |
| Télé poche                                 | 343 249                     | télévision   |
| Le Canard enchaîné                         | 340 176                     | actualités   |
| Elle                                       | 330 153                     | féminin      |
| M, le magazine du Monde                    | 316 870                     | actualités   |
| Maxi                                       | 302 348                     | féminin      |
| Le Point                                   | 292 795                     | actualités   |
| Auto Plus                                  | 254 016                     | automobile   |
| Le Parisien/Aujourd'hui en France Week-end | 247 358                     | actualités   |
| Ici Paris                                  | 238 962                     | people       |
| France Dimanche                            | 225 438                     | people       |
| L'Obs                                      | 215 877                     | actualités   |
| L'Équipe magazine                          | 210 753                     | sport        |
| Voici                                      | 205 117                     | people       |
| L'Express                                  | 201 126                     | actualités   |
| Closer                                     | 197 286                     | people       |
| Challenges                                 | 185 447                     | économique   |
| Nous Deux                                  | 173 288                     | féminin      |
| Gala                                       | 163 188                     | people       |
| Rustica                                    | 155 179                     | jardinage    |
| Courrier international                     | 155 079                     | actualités   |
| Point de Vue                               | 142 972                     | people       |
| Le Journal du Dimanche                     | 141 190                     | actualités   |
| Public                                     | 130 542                     | people       |
| Pèlerin                                    | 126 173                     | catholique   |
| Télé Magazine                              | 124 991                     | télévision   |
| Marianne                                   | 124 122                     | actualités   |
| Le Nouveau Détective                       | 109 696                     | faits-divers |
| Grazia                                     | 109 419                     | féminin      |
| Valeurs Actuelles                          | 96 627                      | actualités   |
| Le Journal de Mickey                       | 89 951                      | jeunesse     |
| La Vie                                     | 74 232                      | catholique   |
| France Football                            | 67 270                      | sport        |
| Investir Le Journal des Finances           | 60 204                      | économique   |
| Charlie Hebdo                              | 60 000                      | actualités   |
| Midi Olympique                             | 55 652                      | sport        |
| Famille Chrétienne                         | 42 173                      | catholique   |
| L'Officiel des spectacles                  | 31 322                      | culturel     |
| Politis                                    | 30 000 (2011)               | actualités   |
| Les Inrockuptibles                         | 29 470                      | culturel     |
| La Vie du Rail                             | 27 727                      | ferroviaire  |
| Spirou                                     | 26 633                      | jeunesse     |
| La Gazette de l'Hôtel Drouot               | 21 076                      | annonces     |
| Lutte ouvrière                             | 19 000                      | politique    |
| La Voix des Sports                         | 17 505                      | sport        |
| Auto Hebdo                                 | 15 669                      | automobile   |
| Jeune Afrique                              | 13 991                      | économique   |
| Le Nouvel Économiste                       | 13 287 (2013)               | économique   |
| L'Itinérant                                | 8 527                       | annonces     |
| Rivarol                                    | 5 000 (2018)                | actualités   |
| La Gazette de Thiers                       | 3 000 (2020)                | actualités   |
| Le Journal du Palais de Bourgogne          | 2 569                       | actualités   |
| L'Action Française 2000                    | -                           | actualités   |
| La Tribune                                 | -                           | actualités   |
| La Semaine                                 | -                           | actualités   |
| Le Journal toulousain                      | -                           | actualités   |
| Le Monde Agricole                          | -                           | agriculture  |
| Le Monde Libertaire                        | -                           | actualités   |
| Les 4 Vérités                              | -                           | actualités   |
| L'Humanité Dimanche                        | -                           | actualités   |
| Réforme                                    | -                           | protestant   |

### Presse magazine bimensuelle
| Titre              | Diffusion bimensuelle 2019 | Type         |
| ------------------ | -------------------------- | ------------ |
| Télé 2 Semaines    | 652 056                    | télévision   |
| TV Grandes chaînes | 657 333                    | télévision   |
| Glamour            | 219 256 (2017)             | féminin      |
| Oops               | 152 078 (2015)             | people       |
| L'Auto-Journal     | 94 041                     | automobile   |
| Gourmand           | 93 512                     | cuisine      |
| 01net              | 90 504                     | informatique |
| Astrapi            | 73 788                     | jeunesse     |
| Vocable            | 58 602                     | jeunesse     |
| Okapi              | 49 217                     | jeunesse     |
| Society            | 47 214                     | actualités   |
| Moto Journal       | 30 963                     | motocyclisme |
| Moto Revue         | 23 120                     | motocyclisme |
| Le Monde des Ados  | 23 096                     | jeunesse     |
| Phosphore          | 20 018                     | jeunesse     |

### Presse magazine mensuelle
| Titre                             | Diffusion 2019 | Diffusion 2021 | Type          |
| --------------------------------- | -------------- | -------------- | ------------- |
| Dossier Familial                  | 932 276        | 841 841        | famille       |
| Notre Temps                       | 725 404        | 651 848        | senior        |
| Pleine Vie                        | 533 243        | 445 630        | senior        |
| Avantages                         | 352 372        | 367 760        | famille       |
| Le Particulier                    | 317 540        | 295 532        | patrimoine    |
| Santé Magazine                    | 316 356        | 272 976        | santé         |
| Marie Claire                      | 311 700        | 297 917        | féminin       |
| L'Ancien d'Algérie                | 287 294        | 262 107        | militaire     |
| Top Santé                         | 280 315        | 202 217        | santé         |
| Modes & Travaux                   | 249 428        | 220 922        | féminin       |
| Cosmopolitan                      | 247 027        | 203 643        | féminin       |
| Prima                             | 237 063        | 239 003        | féminin       |
| Sciences et Avenir                | 224 655        | 206 784        | sciences      |
| Le Chasseur Français              | 213 406        | 201 849        | chasse        |
| Psychologies Magazine             | 202 089        | 160 804        | santé         |
| Biba                              | 190 305        | 138 718        | féminin       |
| Science et Vie                    | 188 004        | 163 345        | sciences      |
| Ça m'intéresse                    | 185 957        | 176 024        | sciences      |
| Capital                           | 157 213        | 122 717        | économique    |
| J'aime Lire                       | 154 825        | 176 614        | jeunesse      |
| La Voix du Combattant             | 149 148        | 132 740        | militaire     |
| Géo                               | 146 895        | 125 578        | voyages       |
| Le Monde diplomatique             | 143 872        | 153 157        | actualités    |
| Auto Moto                         | 127 316        | 104 976        | automobile    |
| Mieux vivre votre argent          | 123 038        | 128 073        | patrimoine    |
| Science et Vie junior             | 121 782        | 110 541        | jeunesse      |
| Femme Actuelle Senior             | 116 368        | 98 555         | senior        |
| Parents                           | 113 616        | 72 926         | famille       |
| Le Journal de la Maison           | 111 343        | 99 069         | bricolage     |
| Maxi Cuisine                      | 109 764        | 103 433        | cuisine       |
| Télé 7 Jeux                       | 104 488        | 96 511         | jeux          |
| Mon Jardin & ma Maison            | 100 486        | 91 307         | jardinage     |
| Marie France                      | 100 164        | 82 315         | féminin       |
| Pomme d'Api                       | 94 854         | 101 556        | jeunesse      |
| Femme Actuelle Jeux               | 94 850         | 71 064         | jeux          |
| Cuisine Actuelle                  | 94 524         | 99 299         | cuisine       |
| Système D                         | 92 994         | 81 436         | bricolage     |
| L'Automobile Magazine             | 91 035         | 72 558         | automobile    |
| Vogue                             | 88 668         | 81 636         | féminin       |
| Picsou Magazine                   | 83 193         | 96 360         | jeunesse      |
| L'Ami des jardins et de la maison | 81 536         | 82 303         | jardinage     |
| Marie Claire Maison               | 80 790         | 84 593         | bricolage     |
| Alternatives économiques          | 72 342         | 63 344         | économique    |
| Mickey Junior                     | 67 567         |                | jeunesse      |
| Première                          | 65 200         | 55 503         | cinéma        |
| Beaux-Arts Magazine               | 62 507         | 64 029         | arts          |
| Vanity Fair                       | 61 739         | 48 676         | mode          |
| Epsiloon                          | inexistant     | 59 520         | science       |
| Popi                              | 57 219         | 64 029         | jeunesse      |
| Les Belles Histoires              | 57 012         |                | jeunesse      |
| Historia                          | 55 947         | 60 720         | histoire      |
| Youpi                             | 55 734         |                | jeunesse      |
| 30 Millions d'Amis                | 55 521         | 49 193         | animaux       |
| L'Université Syndicaliste         | 54 477         | 51 635         | syndicat      |
| Abricot                           | 54 303         | 64 010         | jeunesse      |
| Wapiti                            | 53 240         | 59 822         | jeunesse      |
| Images Doc                        | 53 186         | 56 325         | jeunesse      |
| Moto Magazine                     | 52 619         | 46 711         | motocyclisme  |
| GQ                                | 52 410         |                | masculin      |
| Sélection Reader's Digest         | 50 453         |                | généraliste   |
| Saveurs Magazine                  | 49 647         |                | cuisine       |
| Midi Olympique Magazine           | 49 097         |                | sport         |
| Vélo Magazine                     | 48 714         |                | cyclisme      |
| L'Histoire                        | 47 850         | 51 532         | histoire      |
| So Foot                           | 47 537         |                | sport         |
| Options au Cœur du Social         | 47 231         |                | syndicat      |
| Lire                              | 46 257         | 46 190         | littérature   |
| Mes premiers J'aime lire          | 45 380         |                | jeunesse      |
| National Geographic               | 44 259         |                | voyages       |
| Sport Auto                        | 44 258         |                | automobile    |
| Science et Vie Découvertes        | 43 459         |                | sciences      |
| Connaissance des arts             | 43 072         |                | arts          |
| Réponse à tout                    | 42 581         |                | sciences      |
| Camping-car Magazine              | 42 421         |                | voyages       |
| Management                        | 40 894         |                | économique    |
| J'Aime Lire Max                   | 40 664         |                | littérature   |
| Toupie                            | 39 753         |                | jeunesse      |
| Gazoline Magazine                 | 39 640         |                | automobile    |
| Wakou                             | 38 375         |                | jeunesse      |
| La Revue Nationale de la Chasse   | 38 055         |                | chasse        |
| Causette                          | 36 261         |                | féminin       |
| Philosophie Magazine              | 35 929         |                | culture       |
| Jeux vidéo Magazine               | 34 532         |                | jeux vidéo    |
| Le Cycle Magazine                 | 34 357         |                | cyclisme      |
| Plantes & Santé                   | 33 898         |                | santé         |
| Disney Girl                       | 32 906         |                | jeunesse      |
| Toboggan Magazine                 | 30 392         |                | jeunesse      |
| Sciences Humaines                 | 29 898         |                | sciences      |
| Tout Comprendre Junior            | 29 424         |                | jeunesse      |
| La Pêche et les Poissons          | 29 117         |                | pêche         |
| Le Cheminot Retraité              | 28 569         |                | ferroviaire   |
| J'apprends à lire                 | 28 301         |                | jeunesse      |
| Golf Magazine                     | 26 883         |                | sport         |
| Picoti                            | 26 835         |                | jeunesse      |
| Cars Magazine                     | 26 586         |                | jeunesse      |
| Julie Magazine                    | 26 500         |                | jeunesse      |
| Le Mémento                        | 26 400         |                | économique    |
| Voiles et Voiliers                | 26 373         |                | navigation    |
| Geo Ado                           | 25 547         |                | jeunesse      |
| La Recherche                      | 25 056         |                | sciences      |
| Diapason                          | 23 005         |                | culture       |
| Rock & Folk                       | 22 641         |                | musique       |
| Le Nouveau Magazine Littéraire    | 20 783         | disparition    | littérature   |
| Mordelire                         | 20 691         |                | littéraire    |
| Moto & Motards                    | 19 184         |                | motocyclisme  |
| Manon                             | 16 920         |                | jeunesse      |
| Tout Comprendre                   | 15 154         |                | culturel      |
| Classica                          | 14 800         |                | musique       |
| Cahiers du cinéma                 | 12 272         | 10 049         | cinéma        |
| Échappement                       | 11 193         |                | automobile    |
| Jazz Magazine                     | 10 225         |                | musique       |
| National Geographic Kids          | 9 878          |                | jeunesse      |
| VTT Magazine                      | 8 417          | 7 762          | cyclisme      |
| Afrique magazine                  | 718            |                | actualités    |
| Dinopedia Découverte              | -              | -              | Paléontologie |
| Cahiers du Pirate                 | -              |                | informatique  |
| Charge utile magazine             | -              |                | poids-lourds  |
| Gazette des Armes                 | -              |                | armes         |
| Histoire & Civilisations          | -              |                | histoire      |
| Horoscope                         | -              |                | astrologie    |
| Mad Movies                        | -              |                | cinéma        |
| Matériel Agricole                 | -              |                | agriculture   |
| Militaria Magazine                | -              |                | militaire     |
| Raids                             | -              |                | militaire     |
| Siné Mensuel                      | -              |                | satirique     |

### Autres périodicités

#### Presse magazine bimestrielle
| Titre                               | Diffusion bimestrielle 2019 | Type                 |
| ----------------------------------- | --------------------------- | -------------------- |
| Famille et Education                | 926 982                     | famille              |
| Maison Créative                     | 258 717                     | décoration           |
| Détente Jardin                      | 240 842                     | jardinage            |
| Régal                               | 211 062                     | cuisine              |
| Dr Good                             | 210 159                     | santé                |
| Art & Décoration                    | 206 071                     | arts                 |
| Elle décoration                     | 144 049                     | décoration           |
| Plus de Pep's                       | 136 408                     | santé                |
| Marie Claire Idées                  | 132 443                     | féminin              |
| Détours en France                   | 111 883                     | voyages              |
| Marmiton                            | 105 643                     | cuisine              |
| Maison et Travaux                   | 94 960                      | décoration           |
| Cuisine et Vins de France           | 94 951                      | cuisine              |
| Ça m’intéresse Questions & Réponses | 92 483                      | sciences             |
| Best of Gourmand                    | 88 518                      | cuisine              |
| Elle à Table                        | 87 240                      | cuisine              |
| Architectural Digest                | 78 078                      | architecture         |
| Super Picsou géant                  | 76 423                      | jeunesse             |
| Cuisine Actuelle                    | 74 715                      | cuisine              |
| Campagne Décoration                 | 70 198                      | décoration           |
| Sans                                | 67 248                      | féminin              |
| La Septième Obsession               | 60 000                      | cinéma               |
| Flow                                | 58 662                      | féminin              |
| Esprit d'Ici                        | 58 481                      | cuisine              |
| IDEAT                               | 57 404                      | décoration et design |
| Vie Pratique Féminin Naturelle      | 56 717                      | féminin              |
| Maison Côté Sud                     | 53 443                      | patrimoine           |
| Mickey Parade géant                 | 52 073                      | jeunesse             |
| Disney Fun                          | 51 436                      | jeunesse             |
| Maison Côté Ouest                   | 46 767                      | patrimoine           |
| Vital                               | 43 561                      | féminin              |
| Happinez                            | 41 536                      | féminin              |
| The Good Life                       | 41 394                      | généraliste          |
| La Vie du Jardin et des Jardiniers  | 34 449                      | jardinage            |
| Vivre Côté Paris                    | 30 765                      | patrimoine           |
| Disney Princesse                    | 29 698                      | jeunesse             |
| Néon Magazine                       | 25 768                      | généraliste          |
| Bretons en Cuisine                  | 23 086                      | cuisine              |
| Manière de voir                     | 22 373                      | actualités           |
| Réponses Photo                      | 21 487                      | photographie         |
| La Reine des Neiges                 | 20 641                      | jeunesse             |
| Science & Vie Photo                 | 20 306                      | photographie         |
| Mon Premier Journal de Mickey       | 14 008                      | jeunesse             |
| Nature Trail                        | 12 592                      | sport                |
| Sport Bikes                         | 11 031                      | sport                |
| Top Gear Magazine                   | 10 472                      | automobile           |
| Pêche Mouche                        | 9 613                       | pêche                |
| Mille Milles                        | 7 596                       | automobile           |
| Faire Face                          | 6 972                       | handicap             |
| 2 CV Magazine                       | 6 216                       | automobile           |
| Nitro Magazine                      | 5 356                       | automobile           |
| Parapentes Magazines                | 4 950                       | sport                |
| DSI                                 | -                           | militaire            |
| Raids Aviation                      | -                           | aviation             |
| Guerres & Histoire                  | -                           | histoire             |
| Opérations Spéciales                | -                           | militaire            |
| Steel Masters                       | -                           | modélisme            |
| Tatouage Magazine                   | -                           | tatouage             |
| Tracteurs, Passion & Collection     | -                           | agriculture          |
| Wing Masters                        | -                           | modélisme            |

#### Presse magazine trimestrielle
| Titre                        | Diffusion trimestrielle 2019 | Type         |
| ---------------------------- | ---------------------------- | ------------ |
| Dr Good C'est Bon            | 125 425                      | santé        |
| Maxi Cuisine                 | 98 858                       | cuisine      |
| Fakir                        | 87 000                       | politique    |
| Citizen K                    | 70 573                       | mode         |
| Vital Food                   | 57 910                       | cuisine      |
| L'Argus Véhicules d'Occasion | 38 926                       | automobile   |
| Passion Rando Magazine       | 36 043                       | sport        |
| Peppa Je Joue                | 35 428                       | jeunesse     |
| L'Auto Journal 4x4           | 31 610                       | automobile   |
| Polka Magazine               | 23 748                       | photographie |
| Moto Magazine HS             | 18 980                       | motocyclisme |
| La Montagne & Alpinisme      | 10 505                       | sport        |
| Dossier Familial             | 5 143                        | famille      |
| Massif Central Magazine      | 5 010                        | voyages      |
| Regain magazine              | -                            | campagnes    |
| Airsoft Addict               | -                            | airsoft      |
| Avions de Combat             | -                            | aviation     |
| Défense Expert               | -                            | militaire    |
| F1 Magazine                  | -                            | automobile   |
| Figurines Magazine           | -                            | modélisme    |
| Guerres, Blindés & Matériel  | -                            | militaire    |
| Lui                          | -                            | masculin     |
| Santé & Travail              | -                            | santé        |
| revue EPIC                   | -                            | Photographie |

#### Presse annuelle
| Titre           | Diffusion annuelle 2019 | Type       |
| --------------- | ----------------------- | ---------- |
| Maison Côté Est | 17 399                  | patrimoine |

### Groupes de presse
Par ordre alphabétique avec actionnaire principal entre parenthèses :
- Groupe Amaury
- Groupe Areion
- Axel Springer France (Axel Springer Verlag)
- Groupe Bayard - Milan Presse
- Centre-France
  - Groupe La République du Centre
- Groupe EBRA
- Indigo Publications
- Lagardère Active (division de Lagardère)
  - Disney Hachette Presse (avec Walt Disney Company)
  - Groupe Marie Claire (actionnaire minoritaire)
- Groupe La Dépêche
- Éditions Larivière
- Groupe La Voix (Groupe Rossel)
- Le Figaro (Groupe industriel Marcel Dassault)
- Groupe Le Monde
- Groupe Les Échos-Le Parisien (LVMH)
- Groupe Marie Claire
- Groupe Michel Hommell
- Mondadori France (Arnoldo Mondadori Editore)
- Groupe Nice-Matin
- Groupe NRCO
- Groupe Paris-Turf
- Groupe Perdriel
- Prisma Media (Gruner + Jahr - Bertelsmann)
- Reworld Media
- Groupe SIPA - Ouest-France
  - Publihebdos
- SFR Presse - Groupe L'Express
- Groupe Sud Ouest
- Groupe Télégramme
- Uni-éditions
- Groupe Bolloré

#### Distribution
Deux entreprises se partagent le marché français de la distribution de presse : les Messageries lyonnaises de presse et Presstalis ; toutes deux ont été créées au lendemain de la Seconde Guerre mondiale.
La presse souffre d'une chute du nombre de points de diffusion. Les marchands de journaux parisiens sont passés de 556 en 2000 à 236 en 2014, soit une baisse de 58%, seuls les kiosquiers (dépendant de la société Mediakiosk) se maintiennent avec 415 unités en 2014 contre 420 en 2000.

#### Divers
- Contrôle et certification de la diffusion : OJD
- Principale agence de presse : Agence France-Presse

## Presse écrite disparue

### Quotidiens de la presse nationale
De 1956 à 2012, parmi les 29 tentatives de création d'un quotidien à Paris : 28 ont échoué, seul le quotidien Libération existe encore.

### Journaux paraissant quelques jours par semaine
| Titre             | Fondation | Terme | Notes |
| ----------------- | --------- | ----- | --- |
| L'Ami du Peuple   | 1789      | 1792  | Fondé par Jean-Paul Marat, journal pamphlétaire, politique remplacé par le Journal de la République Française. |
| Le Père Duschesne | 1790      | 1794  | Fondé par ?, journal populaire durant la révolution française.                                                 |
| Le Globe          | 1824      | 1832  | Fondé par ?, journal philosophique et littéraire puis politique.                                               |

### Quotidiens de la presse quotidienne régionale
| Titre                      | Fondation | Terme | Notes |
| -------------------------- | --------- | ----- | --- |
| Le Phare de la Loire       | 1852      | 1944  | Fondé par ?, journal régional adoptant une ligne discrète durant l'occupation, interdit in fine à la libération.          |
| Le Corrézien               | 1855      | 1944  | Quotidien régional |
| Le Nouvelliste du Morbihan | 1883      | 1944  | Fondé par ?, journal d'actualités régionales, suspecté de collaboration il cesse de paraître à la libération.             |
| La Dépêche de Brest        | 1886      | 1944  | Fondé par Arthur Dessoye, hebdomadaire d'actualité tend vers la collaboration durant la guerre, interdit à la libération. |
| L'Ouest-Éclair             | 1899      | 1944  | Fondé par Emmanuel Desgrées du Loû, journal républicain et social, il est interdit à la Libération pour collaboration.    |
| Cherbourg-Éclair           | 1905      | 1944  | Fondé par Jean-Baptiste Biard, quotidien régional, il continue à paraître durant l'occupation, interdit en 1944.          |
| La Bretagne                | 1941      | 1944  | Fondé par ?, quotidien Pétainiste, autonomiste breton opposé à l'indépendance.                                            |
| La Presse cherbourgeoise   | 1944      | 1953  | Fondé par ?, quotidien régional faisant suite à Cherbourg-Éclair interdit de parution à la Libération.                    |
| La Liberté du Morbihan     | 1944      | 1995  | Fondé par ?, journal créé pour remplacer le Nouvelliste du Morbihan interdit pour collaboration.                          |
| L'Écho du Centre           | 1943      | 2019  | Fondé par Alphonse Denis, journal régional à la ligne antilibérale.                                                       |

### Hebdomadaires
| Titre                    | Fondation | Terme | Notes |
| ------------------------ | --------- | ----- | --- |
| Le Mémorial Diplomatique | 1859      | 1914  | Fondé par Narcisse Cucheval-Clarigny journal international, politique, littéraire et financier.                               |
| La Gazette               | 1631      | 1915  | Fondé par Théophraste Renaudot, journal de politique et de diplomatie.                                                        |
| La Légitimité            | 1883      | 1934  | Fondé par Amélie Naundorff, journal royaliste défendant la légitimité des Naundorff sur le trône de France.                   |
| Le Rouge et le Bleu      | 1941      | 1942  | Fondé par Charles Spinasse, journal collaborationniste dissous par les Allemands en cause un désaccord avec Marcel Déat.      |
| L'Alerte                 | 1940      | 1943  | Fondé par Léon Bailby, revue financé directement par le maréchal Pétain pour soutenir publiquement sa politique.              |
| Jeune Force              | 1942      | 1943  | Fondé par ?, organe de presse du mouvement Les Jeunes du Maréchal, laisse place à la revue Le Téméraire.                      |
| L'Illustration           | 1843      | 1944  | Fondé par ?, journal d'actualités illustrés, placé sous tutelle allemande durant l'occupation il est dissous à la Libération. |
| L'Oeuvre                 | 1904      | 1944  | Fondé par Gustave Téry, journal encré à gauche il choisit de soutenir la collaboration durant l'occupation.                   |
| Gringoire                | 1928      | 1944  | Fondé par Horace de Carbuccia, journal de la droite conservatrice qui soutiendra la collaboration durant l'occupation.        |
| Je suis partout          | 1930      | 1944  | Fondé par ? journal proche de l'extrême droite royaliste, collaborationniste et antisémite durant l'occupation.               |
| Le Franciste             | 1933      | 1944  | Fondé par ? organe de presse du Parti Franciste prônant l'instauration d'un régime autoritaire en France.                     |
| Réagir                   | 1933      | 1944  | Fondé par Victor Pauchet, revue de vulgarisation scientifique, prend le tournant collaborationniste durant l'occupation.      |
| Le Pays Libre            | 1936      | 1944  | Fondé par Pierre Clémenti, organe de presse du Parti Français National-Collectiviste.                                         |
| Au Pilori                | 1938      | 1944  | Fondé par ? revue collaborationniste axant sa ligne éditoriale sur l'antisémitisme.                                           |
| L'Atelier                | 1940      | 1944  | Fondé par ?, revue proche du Rassemblement National Populaire, rassemble la gauche et les syndicalistes.                      |
| Jeunesse                 | 1940      | 1944  | Fondé par ?, organe du Comité Jeunesse de France, revue de jeunesse collaborationniste.                                       |
| La France Socialiste     | 1940      | 1944  | Fondé par André Picard, revue collaborationniste de la gauche modéré.                                                         |
| La Gerbe                 | 1940      | 1944  | Fondé par Alphonse de Châteaubriant, revue défendant le national-socialisme et la collaboration.                              |
| La Question Juive        | 1940      | 1944  | Fondé par les Editions le Pont, revue antisémite traitant du judaïsme.                                                        |
| La Semaine               | 1940      | 1944  | Fondé par ?, revue collaborationniste traitant des spectacles et de la culture.                                               |
| L'Heure Bretonne         | 1940      | 1944  | Fondé par le Comité National Breton, revue nationaliste bretonne.                                                             |
| L'Union Française        | 1940      | 1944  | Fondé par ?, organe de presse du Mouvement National Syndicaliste.                                                             |
| Révolution Nationale     | 1940      | 1944  | Fondé par ?, organe de presse du Mouvement Social Révolutionnaire.                                                            |
| Revue de l'Etat Nouveau  | 1940      | 1944  | Fondé par ?, revue doctrinale antisémite et antimaçonnique officielle de l'Etat français.                                     |
| Arvor                    | 1941      | 1944  | Fondé par Roparz Hemon, journal nationaliste breton antisémite et francophobe.                                                |
| Ciné Mondial             | 1941      | 1944  | Fondé par les Editions le Pont, revue cinématographique sous tutelle de l'ambassade d'Allemagne.                              |
| Idées                    | 1941      | 1944  | Fondé par René Vincent, revue collaborationniste de la droite catholique.                                                     |
| L'Appel                  | 1941      | 1944  | Fondé par Pierre Constantini, organe de presse de la Ligue Française.                                                         |
| Les Ondes                | 1941      | 1944  | Fondé par ?, revue de Radio Paris, journal possédé par l'ambassade d'Allemagne.                                               |
| Notre Combat             | 1941      | 1944  | Fondé par ?, organe de presse du Comité d'Action Antibolchévique.                                                             |
| Le Combattant Européen   | 1942      | 1944  | Fondé par Marc Augier, organe de presse de la Légion des Volontaires Français contre le Bolchevisme.                          |
| Combats                  | 1943      | 1944  | Fondé par Henri Charbonneau, organe de presse de la Milice Française.                                                         |
| Le Téméraire             | 1943      | 1944  | Fondé par Jacques Bousquet, revue à destination de la jeunesse.                                                               |
| Revivre                  | 1943      | 1944  | Fondé par André Chaumet, organe de presse de l'Institut d’Étude des questions juives.                                         |
| Germinal                 | 1944      | 1944  | Fondé par des membres de la Ligue de Pensée Française, revue de la gauche socialiste collaborationniste.                      |
| Le Mérinos               | 1944      | 1944  | Fondé par André Ramon, journal antisémite, satirique et collaborationniste.                                                   |
| Défense de l'Occident    | 1952      | 1982  | Fondé par Maurice Bardèche, organe de presse de l'organisation éponyme, revue d'extrême droite nationaliste.                  |
| L'Idiot international    | 1969      | 1994  | Fondé par Jean-Edern Hallier, revue pamphlétaire de la gauche radicale.                                                       |
| L'Éveil                  | 1981      | 1996  | Fondé par Elie Somot, revue régionale comprenant l'Eveil de Bernay et l'Eveil de Pont-Audemer.                                |
| Siné Hebdo               | 2008      | 2010  | Fondé par Maurice Sinet, revue d'actualités sur le ton de la satire.                                                          |
| La Mèche                 | 2010      | 2010  | Fondé par Carlo Santulli, revue d'actualités satiriques faisant suite à Siné Hebdo.                                           |
| Minute                   | 1962      | 2020  | Fondé par Jean-François Devay, hebdomadaire d'actualités situé à l'extrême droite de l'échiquier politique.                   |

### Mensuels, Bimestriels et Trimestriels
| Titre                 | Fondation | Terme | Notes |
| --------------------- | --------- | ----- | --- |
| La Citoyenne          | 1881      | 1891  | Fondé par Hubertine Auclert, journal engagé dans la lutte du droit des femmes.                                       |
| Notre combat          | 1939      | 1941  | Fondé par Robert Denoel, revue antigermanique rachetée par les autorités allemandes.                                 |
| Le Cahier Jaune       | 1941      | 1943  | Fondé par André Chaumet, organe de presse de l'Institut d'Etude des Questions Juives. Laisse place à Revivre en 1943 |
| Stur                  | 1934      | 1944  | Fondé par Olier Mordrel, organe de presse du Mouvement Breton.                                                       |
| Documents Maçonniques | 1941      | 1944  | Fondé par Henry Coston, organe de presse antimaçonnique de l'Etat français.                                          |
| Plaisir de France     | 1936      | 1974  | Fondé par Olivier Quéant, revue culturelle, parution interrompu durant la guerre.                                    |
| La Revue du Cinéma    | 1946      | 1992  | Fondé par ?, revue cinématographique.                                                                                |
| Le Mensuel du Cinéma  | 1992      | 1994  | Fondé par ?, revue cinématographique éphémère crée à la suite de la Revue du Cinéma.                                 |
| Cinéma                | 1954      | 1999  | Fondé par Pierre Billard, revue cinématographique.                                                                   |
| Styles Vintage        | 2018      | 2019  | Fondé par ?, revue culturelle axé sur l'art de vivre des années 1950, 1960 et 1970.                                  |
| Siné Madame           | 2019      | 2019  | Fondé par Catherine Sinet, revue satirique à destination du public féminin.                                          |
| Revus & corrigés      | 2018      | 2022  | Fondé par Eugènie Filho, revue de cinéma d'art et d'essai.                                                           |
| Classica              | 1998      | 2025  | Fondé par Stéphane Chabenat, revue musicale traitant de la musique classique.                                        |
| Pianiste              | 2000      | 2025  | Fondé par ?, revue musicale spécialisée sur le piano.                                                                |

### Groupes de presse disparus
- Groupe Alain Ayache
- Groupe Hersant Média